# Gramada (gmina)
Gramada (bułg. Община Грамада) – gmina w północno-zachodniej Bułgarii, w obwodzie Widyń.

## Miejscowości
Miejscowości wchodzące w skład gminy Gramada:
- Bojanowo (bułg.: Бояново),
- Brankowci (bułg.: Бранковци),
- Gramada (bułg.: Грамада) – siedziba gminy,
- Medeszewci (bułg.: Медешевци),
- Miłczina łyka (bułg.: Милчина лъка),
- Sracimirowo (bułg.: Срацимирово),
- Toszewci (bułg.: Тошевци),
- Wodna (bułg.: Водна).